# Jalābī
Jalābī (persiska: مَحمود كَلاغی, مَحمود كُلاهی, Maḩmūd Kalāghī, جلابی) är en ort i Iran.   Den ligger i provinsen Hormozgan, i den sydöstra delen av landet, 1 100 km sydost om huvudstaden Teheran. Jalābī ligger 21 meter över havet och antalet invånare är 195.
Terrängen runt Jalābī är platt. Runt Jalābī är det ganska glesbefolkat, med 50 invånare per kvadratkilometer. Närmaste större samhälle är Zīārat, 11,1 km nordväst om Jalābī. Trakten runt Jalābī är ofruktbar med lite eller ingen växtlighet.